# Federale Partij van Joegoslaven
De Federale Partij van Joegoslaven (Servo-Kroatisch: Савезна странка Југословена/ Savezna stranka Jugoslovena, SSJ), kortweg Joegoslavische Partij (SJ) was een op 6 maart 1990 in Zagreb, Socialistische Republiek Kroatië, opgerichte politieke partij die tot doel had het handhaven van de Joegoslavische federale republiek. Federale afdelingen werd daarna gesticht in alle deelrepublieken.
Bij de oprichting werd dr. Ante Ercegović gekozen tot eerste voorzitter van de SJ. De partij bepleitte naast het invoeren van een marktgeoriënteerde economie vooral voor het behoud van de Joegoslavië en koos daarmee partij tegen de verschillende nationalistische groeperingen die streefden naar de ontbinding van de federatie. De SJ haalde bij de Servische parlementsverkiezingen van 1990 slechts een zetel. In andere deelrepublieken behaalde de partij geen zetels bij verkiezingen. Na het uiteenvallen van Joegoslavië (1991-1992) bleef de SJ alleen bestaan in Servië.
In 1994 was de SJ een van drieëntwintig partijen die samen Joegoslavisch Verenigd Links (JUL) vormden. In 1997 verliet de Federale Partij van Joegoslaven JUL echter uit onvrede over de plannen om JUL om te vormen tot een unitaire partij en de keuze van JUL om samen te werken met de rechtse Servische Radicale Partij.
De SJ werd in 2010 ontbonden.